# トルワル語
トルワル語（トルワルご、ウルドゥー語: توروالی）はインド・ヨーロッパ語族インド・イラン語派ダルド語群コヒスタン諸語に属する言語である。トゥルバル語、トルワリ、トゥルバリとも呼ばれる。パキスタンのカイバル・パクトゥンクワ州のスワートのトルワル（Torwal)という地名が言語名の由来である。また、トルワル人がもともと話していた言語である。パキスタンのカイバル・パクトゥンクワ州のスワートとインダス・コヒスタンで話されている。方言はバフライン渓谷とチャイル（Chail)の2つがある。